# Солодушка українська
Солоду́шка украї́нська (Hedysarum ucrainicum) — вид рослин родини бобових, поширений в Україні й Росії.

## Опис
Багаторічник 10–30 см заввишки. Каудекс потужний. Корінь стрижневий. Стебла висхідні або випростані, запушені. Листки непарнопірчасті з 9–21 еліптичних листочків. Квітки рожево-пурпурові, 12–16 мм довжиною, зібрані в стислі китиці. Боби шипуваті.
Період цвітіння: липень — серпень. Період плодоношення: липень — вересень. Розмножується насінням і вегетативно.

## Поширення
Поширений на сході України, у південно- і центрально-європейських частинах Росії.
В Україні зростає на крейдяних відслоненнях — у Луганській області.